# Gigante (homínido críptido)

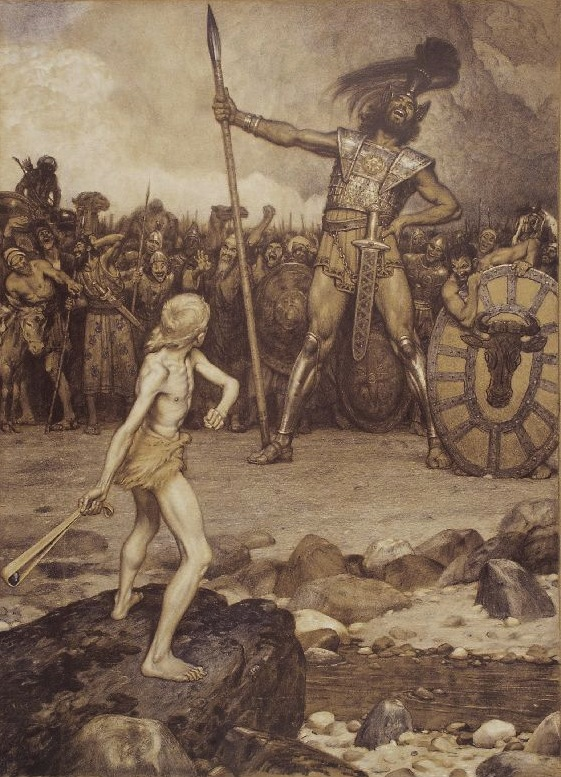
David luchando contra el gigante Goliath

Las teorías sobre la existencia histórica de gigantes son popularizadas por autores de pseudociencia, de pseudohistoria, por teóricos de la conspiración o ufólogos. Esas teorías no son demostradas por la ciencia o la historia, pero el tema es evocado en la Biblia y en los hadices del Corán. Algunos autores[¿quién?] dicen que los humanos gigantes existieron y no solamente en las leyendas.

## Gigantes en la Biblia
La Biblia afirma la existencia de gigantes varias veces.
En el Génesis se hace referencia a ellos.
En el Primer Libro de Samuel, el Rey David lucha contra el gigante Goliath. La altura presumida del Goliath bíblico es de 2.80m.
En los Números, se hace referencia a los gigantes.
En el Deuteronomio, se hace referencia a Og el gigante, rey de Basan.
En el Libro de Josué, se hace referencia a la «tierra de gigantes».

## Presuntos descubrimientos arqueológicos

### sigloXIX
- En 1877, se descubrió en Spring Valley (Nevada) cerca de Eureka (Nevada), huesos de una pierna humana de 1 metro desde la articulación de la rodilla a los pies.[5]
- En 1908, presuntamente se descubrieron restos indígenas de personas arriba de 2 m en Jocoro, Morazán, El Salvador, lo cual inició la tradición de la Giganta de Jocoro.[6]

## Autores defensores de la existencia histórica de gigantes
- Helena Blavatsky en su libro The Secret Doctrine, con el concepto de "raza primaria".[7]
- Guido von List
- René Schwaller de Lubicz, egiptólogo, defendió la tesis[8]
- Lewis Spence defendió la tesis[9]
- William Comyns Beaumont[10]
- John Michell
- Joseph P. Farrell[11]
- Bernard Werber en Troisième Humanité.